# Pekela
Pekela (en groningués:  Pekel) es un municipio de la provincia de Groninga al norte de los Países Bajos. El municipio tiene una superficie de 50,20 km², de los que 1,10 km² corresponden a la superficie cubierta por el agua. En marzo de 2014 contaba con una población de 12.723 habitantes.
El municipio se creó a raíz de la reorganización municipal de 1990 por la fusión de Oude Pekela y Niuwe Pekela. Su poblamiento arranca del establecimiento de un grupo de comerciantes holandeses y frisones y de la creación en 1599 de la Pekelcompagnie, dedicada a la extracción de turba en el cauce del río Pekel A. En 1810, bajo la ocupación francesa, la ciudad se dividió en dos: la Vieja y la Nueva Pekela.
Con las dos Pekela, Oude y Niuwe, forman el municipio Alteveer (parcialmente), Boven Pekela, Bronsveen y Hoetmansmeer.

## Galería

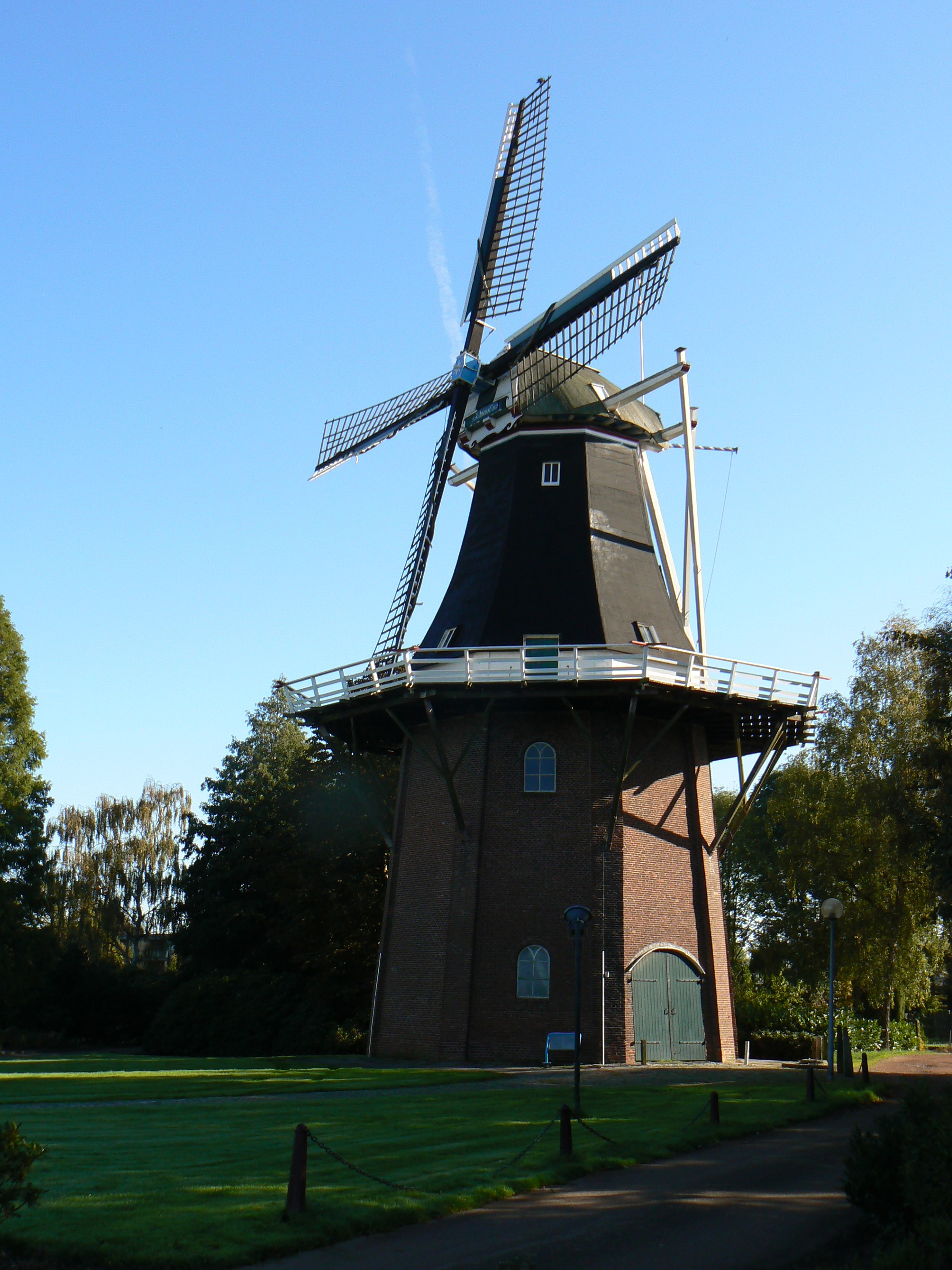
De Onrust, molino en Oude Pekela (1851).
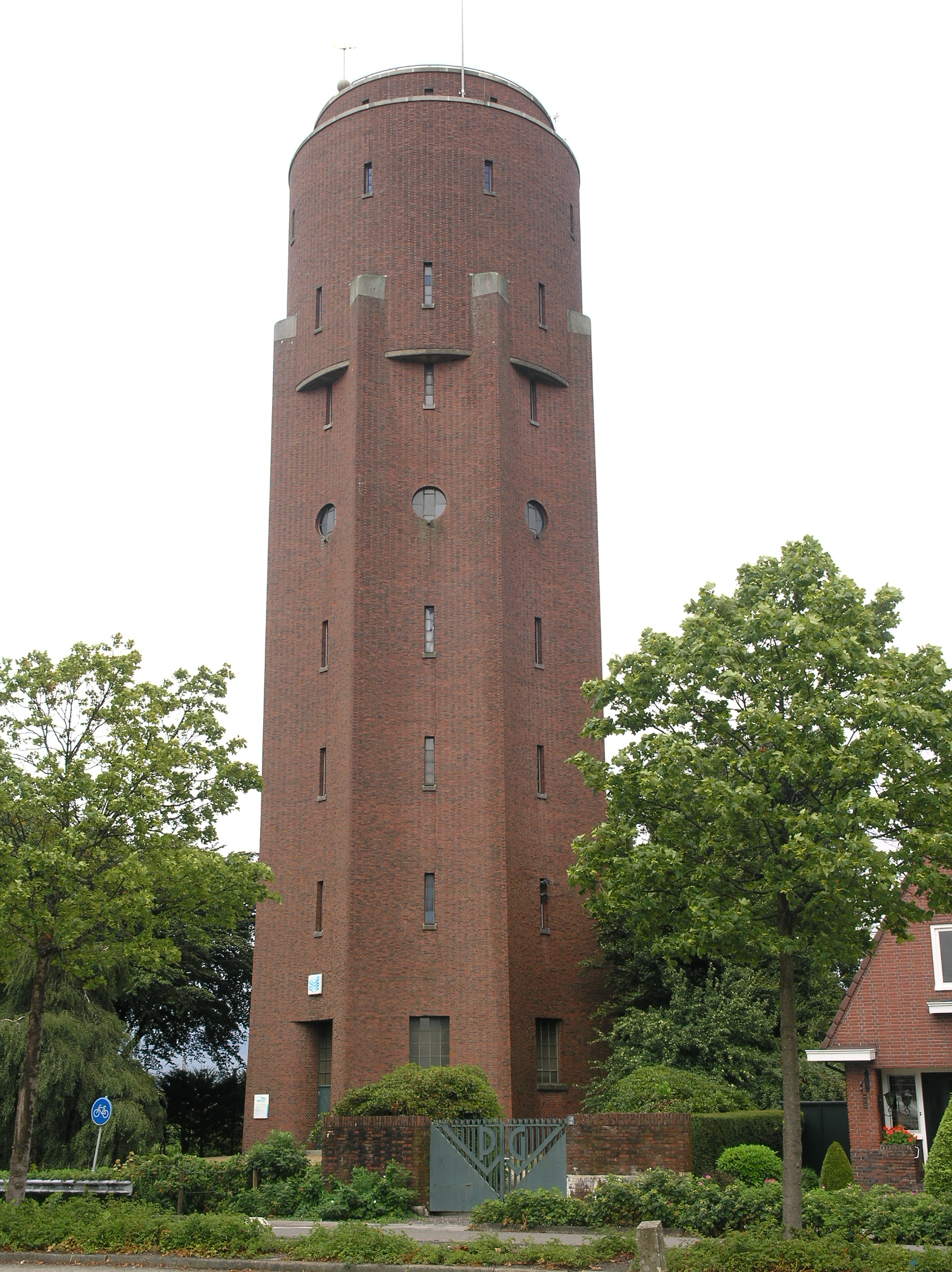
Depósito de agua en Oude Pekela.
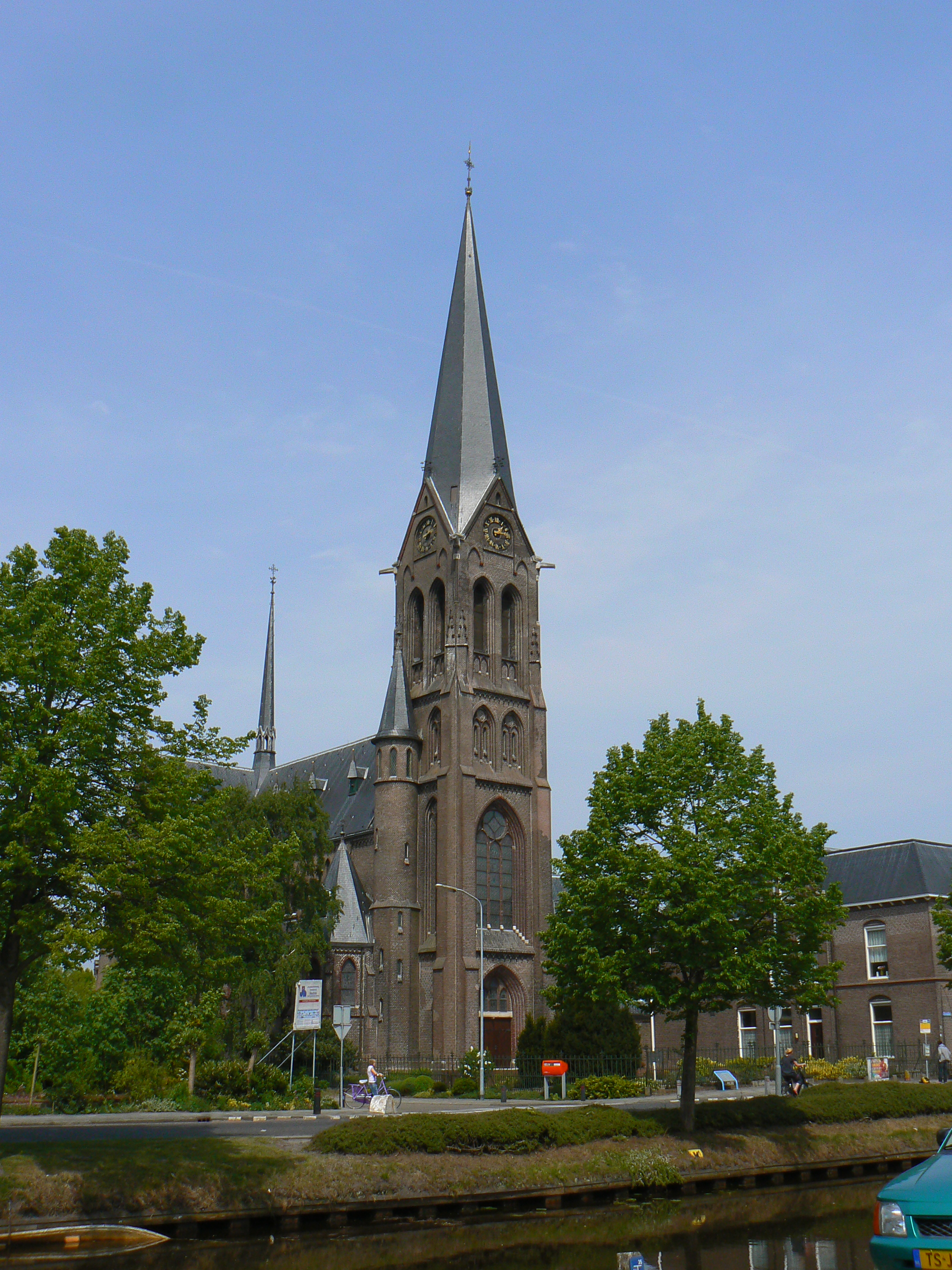
Sint Willibrorduskerk, Oude Pekela.
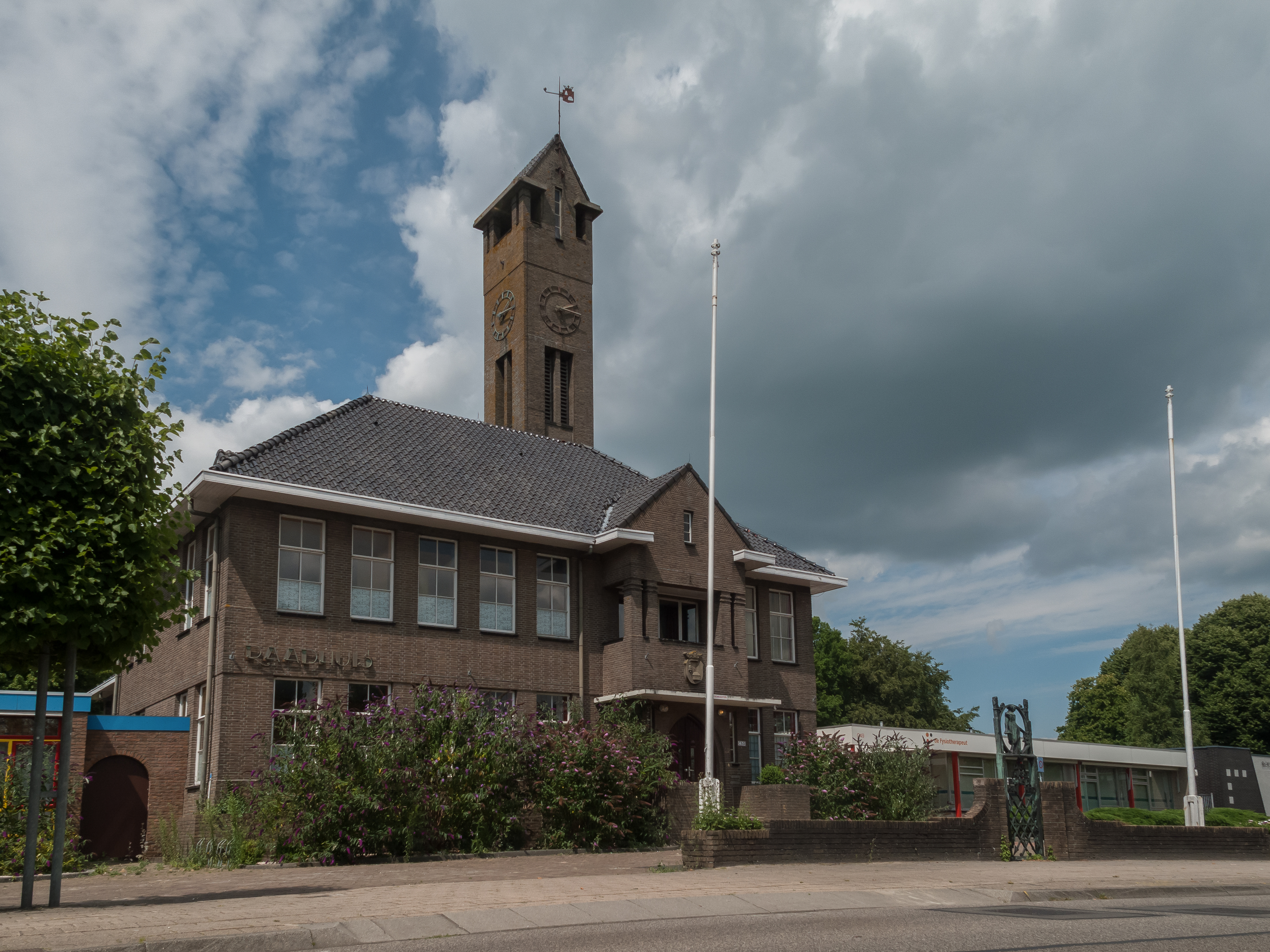
El antiguo ayuntamiento en Nieuwe Pekela.
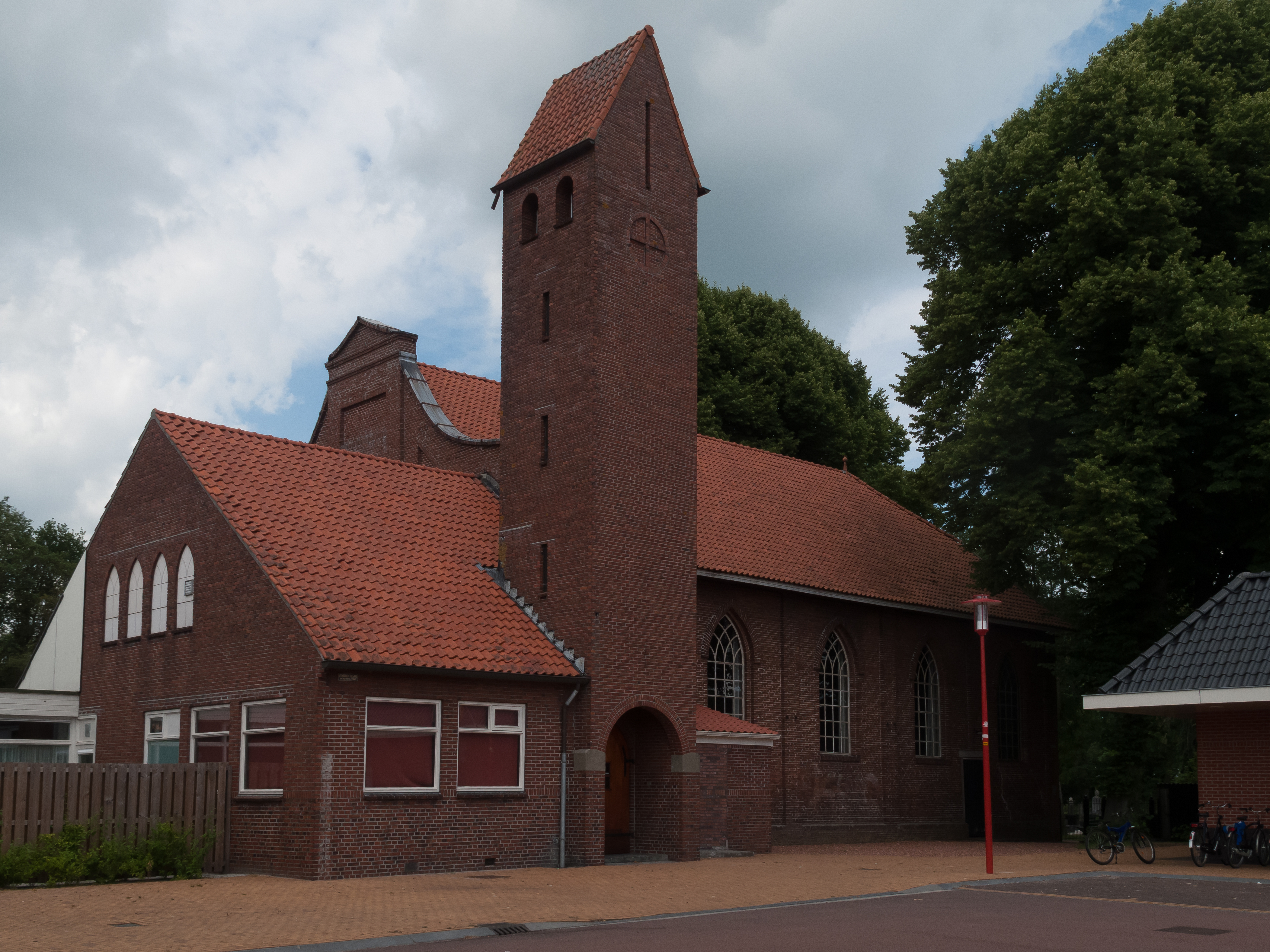
El iglesia protestante en Nieuwe Pekela
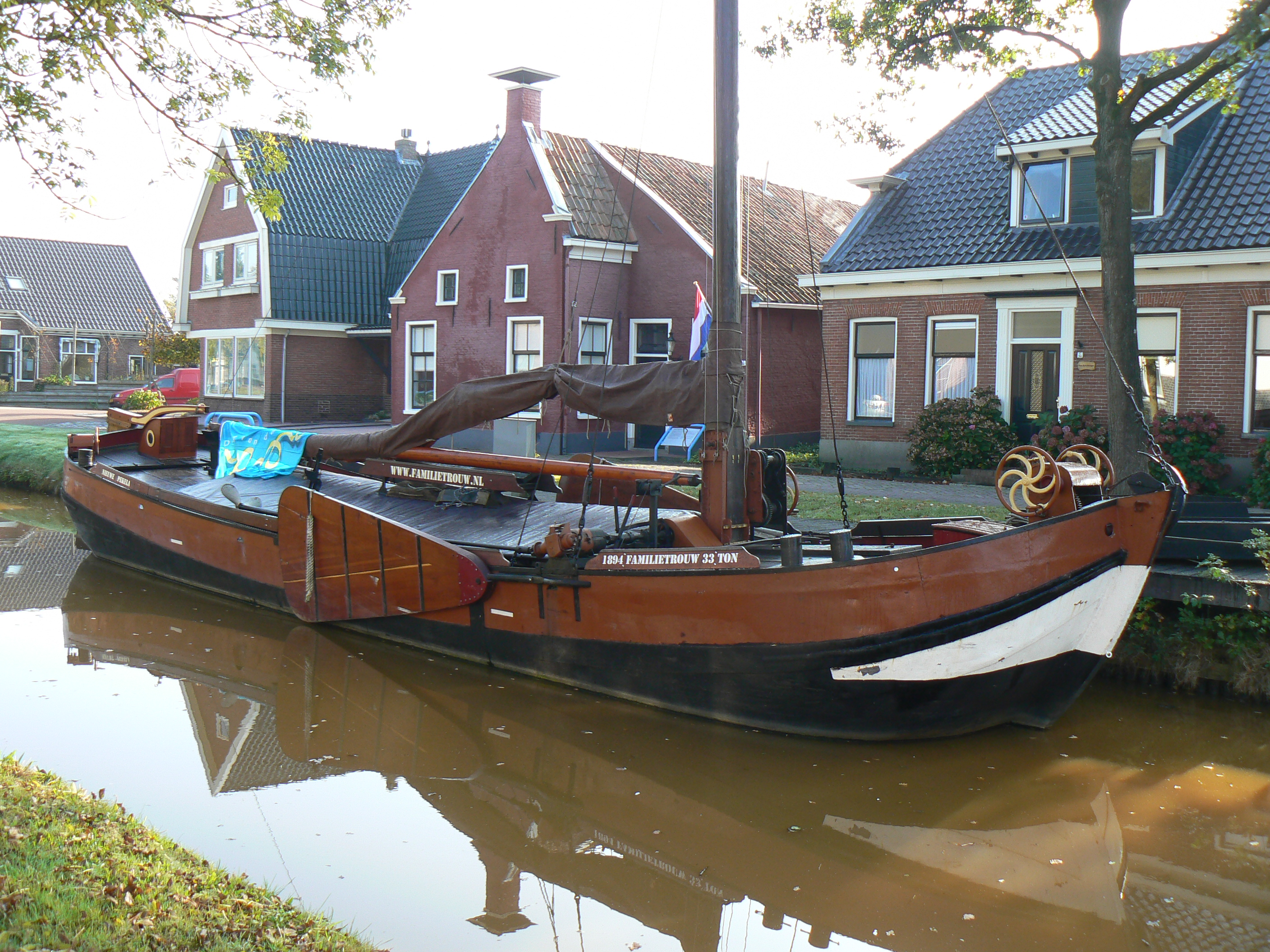
Museo Kapiteinshuis en Nieuwe Pekela